# 巴拉巴什夫卡 (巴文科伏區)
49°6′57″N 37°3′6″E / 49.11583°N 37.05167°E
巴拉巴什夫卡（烏克蘭語：Барабашівка）是位於烏克蘭東部的村莊，由哈爾科夫州伊久姆區的巴爾溫科韋市鎮負責管轄。該村始建於1927年，面積0.15平方公里，海拔高度108米，2001年人口4，人口密度每平方公里26.7人。